# Tambura (ort)
Tambura är en ort i Sydsudan, den administrativa och kommersiella huvudorten i länet med samma namn. Den ligger i delstaten Western Equatoria, i den sydvästra delen av landet, 500 kilometer väster om huvudstaden Juba.